# بسدقين
بسدقين قرية تتبع لبلدة مشتى الحلو في منطقة صافيتا شرق محافظة طرطوس السورية.

## التسمية
تسمية بسدقين "ܒܣܕ̈ܩܝܢ" هي تسمية سريانية وتعني مكان تشكل الشقوق.

## الطبيعة والمناخ
تتميز القرية بطبيعة جبلية جميلة وعدد من الينابيع المحيطة بها وارتفاع القرية يعطي مناخاً بارداً مثلجاً أحياناً في الشتاء ومعتدل لطيف في الصيف مما يجذب السياح لها و لبلدة مشتى الحلو في الصيف.

## الزراعة
يعتمد سكان القرية على زراعة الزيتون والفواكه مثل الدراق والتفاح والعنب والإجاص والتين والرمان

## بلدات وقرى مجاورة
- بصرصر
- عيناتا
- جنين
- كفرون
- عين اللبني
- عين التينة
- مشتى الحلو